# أشكوتان
أشکوتان (بالفارسية: اشکوتان) هي مستوطنة تقع في إيران في قسم أختاتشي الشرقي الريفي. يقدر عدد سكانها بـ 170 نسمة .